# Conus grangeri
Espèce
Statut de conservation UICN

 LC  : Préoccupation mineure
Conus grangeri est une espèce de mollusques gastéropodes marins de la famille des Conidae.
Comme toutes les espèces du genre Conus, ces escargots sont prédateurs et venimeux. Ils sont capables de « piquer » les humains et doivent donc être manipulés avec précaution, voire pas du tout.

## Description
La taille de la coquille varie entre 31 mm et 75 mm.

## Distribution
Cette espèce marine est présente dans la mer Rouge et au large du Sri Lanka et dans le Pacifique occidental ; au large des Philippines et de l'Australie (le Territoire du Nord).

### Niveau de risque d’extinction de l’espèce
Selon l'analyse de l'UICN réalisée en 2011 pour la définition du niveau de risque d'extinction, cette espèce est présente dans le sud de la mer Rouge (forme C. batheon) et au large du Sri Lanka. Le manque de disponibilité de cette espèce sur le marché, résultant probablement de son habitat en eau profonde et du manque d'opportunité de collecte dans une zone politiquement sensible, signifie qu'il y a un manque de données disponibles sur lesquelles baser une évaluation. Cependant, il est peu probable qu'elle soit affectée par des menaces, car elle se trouve dans des eaux très profondes, et peut donc être considérée comme une préoccupation mineure. Cependant, aucun spécimen n'a été rencontré au cours des vingt dernières années, de sorte que nous basons actuellement cette évaluation sur le peu d'informations disponibles et la déduction de l'absence de menaces dans l'habitat en eaux profondes uniquement. Il est donc recommandé de poursuivre les recherches afin de combler le manque de connaissances actuel.

## Taxonomie

### Publication originale
L'espèce Conus grangeri a été décrite pour la première fois en 1900 par le conchyliologiste, éditeur et illustrateur britannique George Brettingham Sowerby III (1843-1921) dans la publication intitulée « Annals and Magazine of Natural History »,.

### Synonymes
- Conus (Asprella) grangeri G. B. Sowerby III, 1900 · appellation alternative
- Phasmoconus grangeri (G. B. Sowerby III, 1900) · non accepté

## Identifiants taxonomiques
Chaque taxon catalogué par les bases de données biologiques et taxonomiques possède un identifiant qui permet d'établir un point de référence. Les identifiants de Conus grangeri dans les principales bases sont les suivants :
AFD : Conus_(Asprella)_grangeri - CoL : XXHQ - GBIF : 5795758 - iNaturalist : 431997 - IRMNG : 11018225 - TAXREF : 155511 - UICN : 192560 - WoRMS : 428143